# ヌーノ・デルガド
ヌーノ・デルガド（Nuno Miguel Delgado  1976年8月27日- ）はポルトガルのサンタレン出身の柔道選手。階級は81kg級。身長180cm。カーボベルデ系ポルトガル人。

## 人物
1999年のヨーロッパ選手権で優勝するが、世界選手権では準決勝でイギリスのグレーム・ランドールに袈裟固で敗れると、3位決定戦でも韓国の趙麟徹に隅返で敗れて5位にとどまった。翌年の2000年シドニーオリンピックでは準決勝で趙に有効で敗れるが3位決定戦でウルグアイのアルバーロ・パセイロを腕挫十字固で破って、ポルトガルの柔道選手として初めてのメダルとなる銅メダルを獲得した。その後も2002年からドイツ国際を2連覇するなど一定の活躍をするが、2004年アテネオリンピックでは初戦で敗れた。2015年にはポルトガル代表チームの監督に就任した。

## 主な戦績
- 1996年 - ヨーロッパジュニア　5位(78kg級)
- 1998年 - 世界学生　3位
- 1999年 - ブルガリア国際　3位
- 1999年 - ヨーロッパ選手権　優勝
- 1999年 - 世界選手権　5位
- 2000年 - オランダ国際　3位
- 2000年 - シドニーオリンピック　3位
- 2001年 - ドイツ国際　5位
- 2001年 - グランプリ・モスクワ　2位
- 2002年 - フランス国際　3位
- 2002年 - ドイツ国際　優勝
- 2002年 - ヨーロッパ選手権　5位
- 2003年 - ハンガリー国際　3位
- 2003年 - ドイツ国際　優勝
- 2003年 - ポーランド国際　優勝
- 2003年 - ヨーロッパ選手権　2位